# Kolíni csata
A kolíni csata a hétéves háború egyik csatája volt, melyben a porosz erők vereséget szenvedtek és vissza kellett vonulniuk Csehországból. II. Frigyes azt a taktikát választotta, amit szokott a túlerőben lévő seregek ellen, rávetette magát az ellenség egyik szárnyára, hogy azt legyőzve kiegyenlítse az erőviszonyokat, majd a többi seregrészt egy körülbelül kiegyenlített erőviszonyú csatában képzettebb csapataival felőrölje. Bár ebben a csatában ez nem sikerült, ugyanazon év decemberében a leutheni csatában ezt a taktikát teljes sikerrel alkalmazta, megsemmisítő vereséget mérve Lotaringiai Károly csapataira.

## Előzményei
A hétéves háború előzményeként Ausztria poroszellenes szövetséget kovácsolt a Poroszországgal szomszédos hatalmakból. Nagy meglepetésként Franciaország is csatlakozott a szövetséghez, ugyanis Poroszország nyugati terjeszkedései azzal fenyegettek, hogy tőszomszédságukban egy egységes hatalom születik, rontva az ország befolyását a Német-római Birodalomban. Oroszország is csatlakozott, és Poroszország északi szomszédja, Svédország is. Frigyes minden oldalról számíthatott támadásra, egyetlen esélye az maradt, ha ő lép hamarabb és szétrombolja a szövetséget, mielőtt azok lerohanják.
A hétéves háború azzal kezdődött, hogy Frigyes lerohanta az osztrák szövetséges Szászországot 1756 végén. A lobositzi csatában legyőzte a szászok felmentésére érkezett osztrák sereget, a tartomány pedig október közepén megadta magát.

Szászország lerohanása után Frigyes azt tervezte, egy gyors hadjárattal Bécsig nyomul előre, mielőtt az orosz és francia hadjáratok elérik hazáját. Számítása sikerülhetett volna, a prágai csatában győzelmet aratott az osztrákok felett és egy egész hadsereget kerített be a város falain belül. Nem gondolhatott a támadásra, helyette kiéheztette a várost. A 40 000 bent lévő katona és 75 000 civil hamar felélte volna a város tartalékait, így az osztrákoknak mindenképp fel kellett menteniük. von Daun vezetésével egy újabb Habsburg sereg érkezett Prága környékére. A sereg méretéről szóló jelentések nem bizonyosak, egyesek szerint 44 000 fő volt, de mások szerint a csapatok egyesültek a prágai csata után szétszéledt osztrák erőkkel, és 65 000 főre nőtt a számuk. A porosz ostromlóknak tartaniuk kellett az állásaikat a város körül, ugyanakkor szembe kellett szállniuk a felmentő sereggel, ha nem akartak visszavonulni. Frigyes 32 000 főt választott le az ostromseregből, hogy visszaverje von Daunt.

## A csata

### A porosz terv
Frigyes a nagyobb osztrák sereg ellen egy szárnytámadást irányzott elő. A balszárnyára összpontosítva csapatainak legjavát, megkerülné és oldalról támadná meg az osztrák jobbszárnyat, míg csak egy kevéske haderőt hagyva középen és jobboldalt, hogy az ellenségnek ne tűnjön fel a manőver. Miután az osztrák jobbszárnyat összezúzta, képzettebb és tapasztaltabb serege legyőzhette az osztrákok fennmaradó részét.

### A terv kudarca
Von Daun jó információkkal rendelkezett a csapatok helyzetéről, horvát könnyűlovassága és gyalogsága folyamatosan zaklatta a jobbszárny felé masírozó porosz gyalogságot, akik megzavarodtak és ahelyett, hogy megkerülték volna az osztrák vonalakat, szembefordultak velük és kereszttűzben indultak rohamra. A porosz roham egy sor, össze nem egyeztetett támadássá ment át, megerősített állások és túlerő ellen. Délutánra, öt óra kemény harc után a porosz erők menekülni kezdtek, az osztrákok pedig támadásba mentek át.

Ekkor léptek közbe a csatában az eddig tartalékolt porosz vértesek von Seydlitz vezetése alatt. A lovassági fedezet megmentette a visszavonuló poroszokat a katasztrófától.

## Következményei
A poroszok 14 000 főt vesztettek, szemben az osztrákok 9000 fős veszteségével, és kevésen múlott, hogy az egész porosz sereg hadifogságba kerüljön.

Ez a csata volt Frigyes első veresége a hétéves háborúban. A kudarc miatt a porosz csapatoknak esélyük sem volt egy Bécs elleni hadjáratra, Prága ostromát is oda kellett hagyniuk, így megmenekült több, mint 40 000 osztrák katona a hadifogságtól, mely végzetes lett volna a birodalom számára. Bár a vereségért nagyrészt Frigyes kockázatos terve volt a felelős, fél évvel később, a leutheni csatában teljes sikerrel alkalmazta, katasztrofális vereséget mérve az osztrák csapatokra.